# F Chopper Koga
Koga Micsiko (古賀美智子; Aicsi, 1986. december 12. –), művésznevén F Chopper Koga (F チョッパー KOGA), japán zenész, egykori tarento és gravure idol, a Gacharic Spin és a Dolls Boxx rockegyüttesek basszusgitárosa.

## Együttesei
- The Pink Panda (2002–2009)
- Heian (2004–2006)
- Gacharic Spin (2009– )
- Dolls Boxx (2012– )

## Filmszerepei

### Televíziós drámák
- Kids War 3 (2001, TBS TV)

### Egyéb televíziós műsorok
- Gurabia no bisódzso (2002, Mondo 21)

### Fotólemezek
- Petit Angel Koga Micsiko (2002, Vap)
- Fusigi no kuni no Petit mi (2002, Vap)
- Punju puni (2004, Omata)
- Qutie Pistols (2005, GOT)

### Oktatófilmek
- Zettai hadzsikeru! Slapper Bass csó njúmon (2010, Atoss International, ISBN 978-4-904741-22-1)
- Slapper Bass rakucsin Phrase-sú (2011, Atoss International, ISBN 978-4-904741-62-7)

## Könyvei

### Fotókönyvek
- Are? (2002, Bunkasha, ISBN 4821124114, fényképész: Shown)
- Purunpurun (2002, Wani Magazine, ISBN 4898298672, fényképész: Vatanabe Tacuo)
- Fusigi na Peach Pie (2004, Bunkasha, ISBN 4821126028, fényképész: Shown)